# Barriemore Barlow
Pour les articles homonymes, voir Barlow.
Barriemore Barlow (né le 10 septembre 1949 à Birmingham) est un batteur et percussionniste connu surtout pour avoir été membre du groupe Jethro Tull entre 1972 et 1980, en remplacement  de Clive Bunker après son départ du groupe.  
Barlow, surnommé Barrie, est un ami de Ian Anderson avec qui il avait déjà formé un groupe avant Jethro Tull (The Blades, entre 1963 et 1965). 
Avec des performances comme celle de Live: Bursting Out, Barlow s'est fait un nom parmi les batteurs. John Bonham dira même que Barlow est « le plus grand batteur de rock que l'Angleterre ait jamais produit ». Barlow jouera par la suite avec Robert Plant, Jimmy Page et Yngwie Malmsteen.

## Début de carrière
Barlow rencontre pour la première fois Ian Anderson et John Evan à Blackpool, où ils font tous deux partie du groupe de battements The Blades. À ce moment-là, Barlow est apprenti ajusteur d'outils de moulage par injection de plastique, mais il part au milieu d'un examen de maths pour répondre à un appel d'Anderson et Evan l'invitant à se rendre à Nottingham ce soir-là pour un concert soudainement annoncé. Barlow n'est jamais retourné finir l'examen.
Sa première apparition publique majeure n'est pas en tant que musicien, mais en tant que supplément de télévision dans la série Coronation Street dans laquelle il apparait brièvement aux côtés de l'actrice Yvonne Nickelson, alors petite amie d'Anderson. Après avoir quitté The John Evan Band, appelé à l'époque The Blades, Barlow rejoint un autre groupe local, The All Jump Kangaroo Band, dirigé par Andy Trueman, qui deviendra le directeur de production de Jethro Tull en 1995.

## Avec Jethro Tull
Barlow rejoint Jethro Tull en 1971, après le départ de Clive Bunker. Barlow joue sur le single Life's a Long Song, avant de partir en tournée avec le groupe. Les membres originaux de The Blades sont maintenant réunis, avec l'ajout de Martin Barre, et une édition relativement longue de la gamme Jethro Tull devait suivre (fin 1971-1975) [1].
Le second concert de Barlow avec Tull implique un épisode malheureux à Denver, au Colorado, lorsque la police locale gaze le public par des hélicoptères, à la fois à l'intérieur et à l'intérieur de l'amphithéâtre Red Rocks. Croyant qu’ils allaient être arrêtés, le groupe s'enfuit après le spectacle dans un break non identifié où, caché sous une couverture à même le sol à l’arrière, Barlow demande à Anderson : « Ce sera comme ça tous les soirs ? » et Anderson de répondre : « En règle générale, uniquement les mardis et jeudis,. »
Bouleversé par la mort du bassiste John Glascock, avec qui il était devenu très proche, Barlow quitte Jethro Tull en 1980 après avoir achevé la dernière étape de la tournée de Stormwatch.

## En tant que musicien de session
Après son départ de Jethro Tull, Barlow réalise divers projets de session, notamment avec Robert Plant, John Miles et Jimmy Page, et est considéré  comme l’un des rares batteurs que Plant et Page envisagent pour remplacer John Bonham dans Led Zeppelin après la mort de ce dernier, bien que le groupe ait décidé de se séparer. 
Il  crée également  Storm son propre groupe et joue sur l'album Rising Force de Yngwie Malmsteen, ainsi que sur l'album de Kerry Livgren, Seeds of Change.
Barlow possède un studio d’enregistrement, The Doghouse, dans sa propriété de Shiplake, dans l’Oxfordshire, en Angleterre. Il dirige actuellement un groupe à Henley on Thames appelé The Repertoires, et a également été lié à d'autres groupes locaux qui font écho à sa propre histoire musicale influencée par le folk, tel que Smokey Bastard de Reading.
Barlow joue des percussions sur Artrocker, la pièce d'ouverture de l'album 2006 Get Your Mood On du groupe indie punk londonien, Dustin's Bar Mitzvah.
Le 28 mai 2008, Barlow invite Jethro Tull au Royal Festival Hall de Londres, interprétant Heavy Horses, Thick as a Brick et un concert de clôture Locomotive Breath où il joue aux côtés du batteur actuel de Tull, Doane Perry.

## Technique de percussion
Barlow est connu comme un batteur très technique et créatif. Ses percussions sur l'album live Bursting Out témoignent de ses talents créatifs en tant que batteur, notamment sur son solo de batterie dans la chanson Conundrum. Il est surnommé « le plus grand batteur de rock que l'Angleterre jamais produit » par John Bonham. Dans un commentaire sur sa batterie pour les albums de Jethro Tull, il a dit : « J'ai toujours admiré les gens qui inventent - et au niveau des percussions, j'admire les inventeurs du rythme. J'ai essayé de le faire avec Jethro Tull, mais je m'efforce maintenant de conseiller les batteurs des groupes que je gère de ne pas jouer comme je jouais avec le groupe, parce que c'était tellement occupé et trop débordant. »
Barlow cite Joe Morello, Buddy Rich, Ringo Starr et Michael Giles comme étant ses influences principales.

## Discographie

### Jethro Tull
- 1971 : Life's A Long Song - Single.
- 1972 : Thick as a Brick
- 1972 : Living In The Past
- 1973 : A Passion Play
- 1974 : War Child
- 1975 : Minstrel in the Gallery
- 1976 : Too Old to Rock 'n' Roll: Too Young to Die!
- 1977 : Songs from the Wood
- 1978 : Heavy Horses
- 1978 : Live: Bursting Out
- 1979 : Stormwatch

### Kerry Livgren
- 1980 : Seeds of Change

### Robert Plant
- 1983 : The Principle of Moments - Joue sur 2 titres, les autres étant joués par Phil Collins
- 2003 : Sixty Six to Timbuktu - Compilation 2 CD
- 2006 : Nine Lives - Coffret 9 CD

### Yngwie Malmsteen
- 1984 : Rising Force

### John Miles
- 1985 : Transition

### Jimmy Page
- 1988 : Outrider